# Задужбина Веселина Лучића
Задужбина Веселина Лучића је основана тестаментом од 5. 4. 1941. године.
Циљ ове задужбине јесте награђивање научних радника на Универзитету у Београду, као и награђивање књижевних остварења појединаца.

## Средства Задужбине
Зграда у улици Ђорђа Јовановића 5 у Београду, Стари град и зграда у улици Гундулићев венац 39, угао Ђуре Ђаковића 30 у Београду, Стари град.
Површина зграде у улици Ђорђа Јовановића 5 је 737 m2 и састоји се од једног локала, површине 32 m2 и 13 станова.
Површина зграде у улици Гундулићев венац 39, угао Ђуре Ђаковића 30 износи 1287 m2 и сачињен је од пет локала, укупне површине 195 m2 и 23 стана.
Зграда у улици Гундулићев венац 39, угао Ђуре Ђаковића 30 је у процесу деобе са Општином Стари град.
Зграде Задужбине су национализоване 1961. године и укњижене као друштвена својина.
Одлуком и решењем Министарства културе од 24. јула 1995. године, Задужбина је обновила рад. 

## Награда Веселин Лучић
Награда која носи име оснивача Задужбине је и новчана у износу од 300.00 динара.